# Монте Фарнето (Римини)
Монте Фарнето је насеље у Италији у округу Римини, региону Емилија-Ромања.
Према процени из 2011. у насељу је живело 13 становника. Насеље се налази на надморској висини од 283 м.